# Tiếu ngạo giang hồ
Tiếu ngạo giang hồ (tiếng Trung: 笑傲江湖; bính âm: xiào ào jiāng hú, tiếng Anh: The Smiling, Proud Wanderer, hoặc State of Divinity) là một tiểu thuyết kiếm hiệp của Kim Dung, lần đầu tiên được phát hành trên Minh báo từ ngày 20 tháng 4 năm 1967 đến 12 tháng 10 năm 1969. Tiêu đề "Tiếu ngạo giang hồ" được đặt theo một bản nhạc cầm tiêu hợp tấu đóng vai trò trung tâm của tác phẩm. Tiếu ngạo giang hồ được coi là một trong những tiểu thuyết đặc sắc nhất của tác giả.

## Bối cảnh
| Kim Dung            | Kim Dung |
| ------------------- | -------- |
| Tiểu thuyết         |          |
| 飛 Phi              | 笑 Tiếu  |
| 雪 Tuyết            | 書 Thư   |
| 連 Liên             | 神 Thần  |
| 天 Thiên            | 俠 Hiệp  |
| 射 Xạ               | 倚 Ỷ     |
| 白 Bạch             | 碧 Bích  |
| 鹿 Lộc              | 鴛 Uyên  |
| Truyện ngắn         |          |
| 越女劍 Việt nữ kiếm |          |

Nội dung bộ truyện xoay quanh những đề tài về tình bạn, tình yêu, sự dối trá, phản bội, những âm mưu và cả ham muốn quyền lực. Trung tâm của toàn bộ cốt truyện là nhân vật chính Lệnh Hồ Xung, đại đệ tử của chưởng môn phái Hoa Sơn Nhạc Bất Quần. Xuyên suốt câu chuyện, người đọc được dẫn dắt theo hành trình trở thành một kiếm khách lẫy lừng của chàng lãng tử này, đồng thời trải nghiệm những chứng kiến của Lệnh Hồ Xung đối với nhiều âm mưu tranh quyền đoạt vị trên giang hồ.
Các diễn biến được phát triển dựa trên một bí kíp kiếm pháp truyền thuyết và sự liên hệ giữa các nhân vật với bí kíp đó. Theo lời đồn đại trên giang hồ, trong gia đình nhà họ Lâm có một pho kiếm phổ chép tay tên gọi "Tịch tà kiếm pháp", người luyện được kiếm pháp này có thể sở hữu tốc độ như sấm chớp, võ công làm mưa làm gió chốn võ lâm. Nhiều người thực sự thèm khát có được nó, trong đó có những nhân vật tiếng tăm trên giang hồ như Tả Lãnh Thiền chưởng môn phái Tung Sơn, minh chủ khối Ngũ Nhạc, Nhạc Bất Quần chưởng môn phái Hoa Sơn, Dư Thương Hải chưởng môn phái Thanh Thành hay Mộc Cao Phong, Lao Đức Nặc,... Chính từ đây đã nảy sinh bao âm mưu, bất hòa, tranh chấp hòng giành giật pho bí kíp này, xưng bá võ lâm.
Khác với nhiều tiểu thuyết được gắn với các giai đoạn lịch sử của Trung Hoa (ví dụ như Anh hùng xạ điêu vào thời Nam Tống, Thiên long bát bộ vào thời Bắc Tống, Ỷ thiên đồ long ký vào thời Nguyên - Minh,...), tác phẩm Tiếu ngạo giang hồ không chỉ rõ thời đại lịch sử của câu chuyện. Tuy nhiên, từ một số yếu tố sau đây, ta có thể suy đoán diễn biến câu chuyện xảy ra dưới triều đại nhà Minh, sau thời đại của Trương Tam Phong, sau khi các phái Võ Đang, Nga Mi, Côn Luân đã ra đời và nổi danh trên giang hồ.
- Trong tiểu thuyết Ỷ Thiên Đồ Long Ký (倚天屠龍記), ở gần cuối bộ truyện đã đề cập đến việc Chu Nguyên Chương phản bội Minh giáo (明教) và sáng lập ra nhà Minh. Do đó rất có thể ông ta đã ngược đãi Minh Giáo sau khi lên ngai vàng, dẫn đến việc Minh giáo bị đổi tên thành Nhật Nguyệt thần giáo (日月神教), như trong tiểu thuyết Tiếu ngạo giang hồ (chữ Minh trong tiếng Hán 明 được ghép từ hai chữ Nhật 日 và Nguyệt 月). Minh giáo trước đó thường được đồng đạo võ lâm gọi là "Ma giáo" (魔教) tỏ ý ghê sợ, điểm này tương đồng với Nhật Nguyệt thần giáo trong Tiếu ngạo giang hồ. Một đoạn đối thoại trong Tiếu ngạo giang hồ cũng có lần Nhạc Linh San nói "Ngay như đức Hoàng đế khai sáng ra cơ nghiệp nhà Minh là Minh Thái tổ Chu Nguyên Chương thuở nhỏ đã làm hòa thượng ở chùa Hoàng Giác."[3]
  - Cũng truyện này nói rằng phái Võ Đang được Trương Tam Phong sáng lập trong những năm đầu của thời nhà Nguyên. Còn trong Tiếu ngạo giang hồ, phái Võ Đang đã trở thành một trong những môn phái có vị thế rất lớn trên giang hồ, đồng thời môn Thái Cực kiếm pháp (太極劍法) do Trương Tam Phong sáng tạo ra đã có từ lâu và được những đồ đệ phái Võ Đang luyện tập.
- Trong tiểu thuyết Lộc đỉnh ký (鹿鼎記), lấy bối cảnh triều vua Khang Hy thời nhà Thanh, phương trượng chùa Thiếu Lâm cũng có lần nói với Vi Tiểu Bảo về một anh hùng tên Lệnh Hồ Xung sống ở thời kỳ trước đó đã lâu.
- Trong truyện Tiếu ngạo giang hồ có một nhân vật tên Ngô Thiên Đức, là võ quan triều đình, phẩm tước "Tham tướng" (参将). Tước hàm này chỉ được sử dụng dưới các thời nhà Minh và nhà Tống.[cần dẫn nguồn]

Tiếu ngạo giang hồ được cố ý sáng tác như một sự phản ánh về các chính khách. Năm 1980, Kim Dung bình luận rằng ông không lồng ghép bộ truyện vào bất kỳ bối cảnh lịch sử nào chính là để chỉ ra những con người muôn hình muôn vẻ trong truyện ở thời đại nào cũng có. Hơn nữa, ông mô tả sinh động các nhân vật trong tiểu thuyết như những chính khách hơn là những người đứng đầu các môn phái võ công. Kim Dung cũng lưu ý rằng bộ tiểu thuyết được ông sáng tác trong thời kỳ cuộc Cách mạng Văn hóa diễn ra ở Trung Quốc. Những nhân vật như Lâm Bình Chi, hay Phương Chứng đại diện cho những chính khách có thật sống trong thời kỳ đó.
Tiếu ngạo giang hồ cũng chứa đựng những yếu tố gần giống như trong tiểu thuyết Bá tước Monte Cristo của nhà văn người Pháp Alexandre Dumas, một trong những nhà văn yêu thích của Kim Dung. Những cuộc kỳ ngộ giữa Lệnh Hồ Xung với vị sư thúc tổ ẩn dật Phong Thanh Dương và vị giáo chủ bị giam cầm Nhậm Ngã Hành cũng tương tự như cuộc gặp gỡ giữa Edmond Dantes với Cha Faria. Những âm mưu xấu xa của Nhạc Bất Quần, sự trả thù của Lâm Bình Chi và đám cưới của Nhạc Linh San cũng tương tự với nhiều phần trong bộ tiểu thuyết của Dumas.

## Các hồi
Tiếu ngạo giang hồ có tổng cộng 40 hồi. Tựa đề mỗi hồi được viết bằng 2 chữ Hán tự.
|    | Hồi  | Phiên âm    | Nghĩa                |
| -- | ---- | ----------- | -------------------- |
| 1  | 滅門 | Diệt môn    | Tiêu diệt môn phái   |
| 2  | 聆秘 | Linh bí     | Nghe chuyện bí mật   |
| 3  | 救難 | Cứu nạn     | Cứu nạn              |
| 4  | 坐斗 | Tọa đấu     | Ngồi đấu             |
| 5  | 治傷 | Trị thương  | Trị liệu vết thương  |
| 6  | 洗手 | Tẩy thủ     | Rửa tay gác kiếm     |
| 7  | 授譜 | Thọ phổ     | Trao cho cầm phổ     |
| 8  | 面壁 | Diện bích   | Quay mặt vào tường   |
| 9  | 邀客 | Yêu khách   | Mời khách            |
| 10 | 傳劍 | Truyền kiếm | Truyện thụ kiếm pháp |
| 11 | 聚氣 | Tụ khí      | Hội tụ chân khí      |
| 12 | 圍攻 | Vây công    | Vây đánh             |
| 13 | 學琴 | Học cầm     | Học đàn              |
| 14 | 論杯 | Luận bôi    | Luận bàn về rượu     |
| 15 | 灌藥 | Quán dược   | Rót thuốc            |
| 16 | 注血 | Chú huyết   | Trích máu            |
| 17 | 傾心 | Khuynh tâm  | Phải lòng            |
| 18 | 聯手 | Liên thủ    | Cùng nhau chiến đấu  |
| 19 | 打賭 | Đả đổ       | Đánh cược            |
| 20 | 入獄 | Nhập ngục   | Vào ngục             |

|    | Hồi  | Phiên âm   | Nghĩa                   |
| -- | ---- | ---------- | ----------------------- |
| 21 | 囚居 | Tù cư      | Ở trong tù              |
| 22 | 脱困 | Thoát khốn | Thoát hiểm              |
| 23 | 伏擊 | Phục kích  | Phục kích               |
| 24 | 蒙冤 | Bàng oan   | Chịu oan                |
| 25 | 聞訊 | Vấn tín    | Nghe tin                |
| 26 | 圍寺 | Vây tự     | Vây hãm chùa            |
| 27 | 三戰 | Tam chiến  | Ba trận đánh            |
| 28 | 積雪 | Tích tuyết | Chứa tuyết              |
| 29 | 掌門 | Chưởng môn | Chưởng môn              |
| 30 | 密議 | Mật nghị   | Cuộc thương nghị bí mật |
| 31 | 綉花 | Tú hoa     | Kim thêu                |
| 32 | 并派 | Bang phái  | Hợp các môn phái        |
| 33 | 比劍 | Tỷ kiếm    | Đấu kiếm                |
| 34 | 奪帥 | Đoạt soái  | Đoạt chức vị minh chủ   |
| 35 | 復仇 | Phục cừu   | Báo thù                 |
| 36 | 傷逝 | Thương thệ | Bị thương mà chết       |
| 37 | 迫娶 | Bách thú   | Bức bách lấy vợ         |
| 38 | 聚殲 | Tụ tiêm    | Bao vây tiêu diệt       |
| 39 | 拒盟 | Cự minh    | Từ chối liên minh       |
| 40 | 曲諧 | Khúc hài   | Khúc ca hòa nhịp        |

## Tóm tắt nội dung
Mọi tranh chấp trong Tiếu ngạo giang hồ đều bắt nguồn từ những huyền thoại về Tịch tà kiếm phổ của họ Lâm (Lâm Viễn Đồ). Trong quá khứ, Lâm Viễn Đồ ban đầu là một nhà sư pháp danh Độ Nguyên thiền sư, là đệ tử của Hồng Diệp thiền sư. Sau đó vô tình nhận được một phần bí kíp Quỳ Hoa bảo điển ở phái Hoa Sơn từ Nguyên Mẫn Túc và Chu Tử Phong, ông đã hoàn tục, rời chùa Thiếu Lâm, lập gia đình, lập ra Phước Oai tiêu cục ở Phúc Châu.
Ông trở thành một cao thủ kiếm thuật, sử dụng 72 đường kiếm gọi là Tịch tà kiếm pháp đánh bại nhiều cao thủ (trong đó có đệ nhất kiếm thuật Trương Thanh Tử thuộc phái Thanh Thành) nên bí kíp Tịch tà kiếm pháp đã khiến nhiều nhân vật giang hồ thèm muốn. Tuy nhiên, Lâm Viễn Đồ hiểu tác hại của Tịch tà kiếm pháp nên đã không cho con cháu mình luyện tập.
Đến đời cháu của Lâm Viễn Đồ là Lâm Chấn Nam, chưởng môn phái Thanh Thành là Dư Thượng Hải đã tàn sát cả Phước Oai tiêu cục (lấy cớ báo thù cho con trai y), bắt cóc hai vợ chồng Lâm Chấn Nam nhằm chiếm đoạt Tịch tà kiếm phổ. Con trai của Lâm Chấn Nam là Lâm Bình Chi được giải cứu bởi Nhạc Bất Quần, người đứng đầu phái Hoa Sơn, một môn phái trong liên minh Ngũ Nhạc kiếm phái. Nhạc Bất Quần nhận anh làm đệ tử và cho truyền dạy kiếm pháp.
Nhân vật chính của tiểu thuyết là Lệnh Hồ Xung, đại đồ đệ của Nhạc Bất Quần, một kiếm sĩ mồ côi, phóng khoáng nhưng nghĩa khí và có sở thích uống rượu. Khi xuống thành Hành Dương, anh đã cứu Nghi Lâm, ni cô phái Hằng Sơn khỏi tay Điền Bá Quang. Trong khi đó, Lưu Chính Phong của phái Hành Sơn quyết định rời khỏi giang hồ và mời các đồng đạo đến dự lễ rửa tay gác kiếm. Sự kiện này biến thành bể máu khi chưởng môn Tả Lãnh Thiền của phái Tung Sơn và các giáo phái chính thống khác cáo buộc Lưu Chính Phong câu kết với Ma giáo do kết bạn với Khúc Dương của Nhật Nguyệt thần giáo. Cả hai bị bao vây bởi người của phái Tung Sơn và bị giết ở núi Hành Sơn. Trước khi chết, cả hai đã cùng nhau chơi lần cuối khúc Tiếu ngạo giang hồ (được sáng tác dựa trên khúc Quảng Lăng Tán từ đầu nhà Đường) và nhờ Lệnh Hồ Xung lưu truyền hậu thế lại bản nhạc. Cũng đồng thời, ở núi Hành Sơn, vợ chồng Lâm Chấn Nam trước khi chết đã nhờ Lệnh Hồ Xung căn dặn Lâm Bình Chi không luyện tập bí kíp Tịch tà kiếm phổ mà tổ tiên đã truyền lại.
Sự xuất hiện của Lâm Bình Chi ở Hoa Sơn chia cắt mối quan hệ lãng mạn của Lệnh Hồ Xung đối với Nhạc Linh San (con gái của Nhạc Bất Quần) vì cô bắt đầu yêu Bình Chi. Thái độ vô tư của Lệnh Hồ Xung cũng khiến anh gặp rắc rối; anh bị Nhạc Bất Quần phạt trên núi sám hối trong một năm. Ở đó, anh tình cờ phát hiện ra chạm khắc các kỹ thuật đấu kiếm trong một hang động và thực hành chúng, vô tình làm quen không chỉ các kỹ năng của bốn kiếm phái kia, mà còn biết cách chống lại chúng. Anh cũng gặp được thái sư thúc tổ của mình là Phong Thanh Dương, người truyền thụ lại cho anh Độc cô cửu kiếm, bí kíp kiếm thuật tối thượng.
Liên minh Ngũ Nhạc kiếm phái, mặc dù dường như thống nhất nhưng liên tục gặp rắc rối bởi mâu thuẫn giữa các thành viên của nó. Lệnh Hồ Xung bị lôi kéo vào cuộc xung đột nội bộ này và bị thương nặng. Do anh giải cứu phái Hoa Sơn bằng cách sử dụng Độc cô cửu kiếm nên bị Nhạc Bất Quần và nhiều người khác nghi ngờ là Tịch tà kiếm phổ.
Lệnh Hồ Xung sau đó gặp Đào cốc lục tiên, những người cố gắng chữa trị những vết thương của anh theo cách kỳ lạ của họ, nhưng thất bại và làm cho vết thương trầm trọng thêm. Anh đi theo sư phụ đến Lạc Dương và gặp một bà lão chơi đàn, người hóa ra là một cô gái trẻ tên là Nhậm Doanh Doanh. Sau đó, Nhạc Bất Quần chán ghét Lệnh Hồ Xung vì anh liên tục được nhiều người lạ trong võ lâm cung kính nghênh tiếp và khen ngợi nhưng lại hờ hững với ông. Lệnh Hồ Xung giúp Nhậm Doanh Doanh khi cô bị tấn công bởi một số võ sĩ chính thống nên cô mang anh đến chùa Thiếu Lâm để chữa trị. Lệnh Hồ Xung cũng được sư trụ trì Thiếu Lâm thông báo về việc Nhạc Bất Quần đã công khai tuyên bố trục xuất anh khỏi phái Hoa Sơn.
Lệnh Hồ Xung chìm vào tuyệt vọng vì anh bây giờ là một kẻ bị ruồng bỏ. Sau khi rời khỏi Thiếu Lâm, anh gặp gỡ Hướng Vấn Thiên, người được anh giải cứu từ hàng chục kẻ thù. Vấn Thiên trở thành anh em kết nghĩa với Hồ Xung và cùng anh đến một trang viên ở Hàng Châu, nơi họ tìm thấy Nhậm Ngã Hành (cha của Nhậm Doanh Doanh), từng là thủ lĩnh của Nhật Nguyệt thần giáo nhưng bị lật đổ bởi Đông Phương Bất Bại. Nhậm Ngã Hành thoát khỏi nơi giam giữ bằng cách sử dụng Lệnh Hồ Xung để thay thế, và anh học Hấp tinh đại pháp của ông ta trước khi tự mình thoát ra. Nhậm Ngã Hành trở về để cứu Doanh Doanh, và có ý gả con gái mình cho Hồ Xung để thuyết phục anh tham gia giáo phái của mình, nhưng bị từ chối. Lệnh Hồ Xung giúp Nhậm Ngã Hành giành lại quyền kiểm soát Nhật Nguyệt thần giáo bằng cách đánh bại Đông Phương Bất Bại nhờ sự phân tâm của Đông Phương Bất Bại khi người yêu bị tấn công.
Bởi vì nhiều lần giúp đỡ phái Hằng Sơn, Lệnh Hồ Xung được vị chưởng môn đang hấp hối yêu cầu nhận lời làm tân chưởng môn của phái. Sau đó, anh tham dự một cuộc họp đặc biệt của Ngũ Nhạc kiếm phái theo lời kêu gọi của minh chủ Tả Lãnh Thiền. Tả Lãnh Thiền cố gắng đe dọa bốn phái kia phục tùng mình, nhưng Nhạc Bất Quần sử dụng Tịch tà kiếm pháp để đánh bại và làm mù Tả Lãnh Thiền, trở thành minh chủ mới của liên minh trong sự kinh ngạc của tất cả mọi người.
Sau khi rời khỏi cuộc họp, Lệnh Hồ Xung và Nhậm Doanh Doanh chứng kiến Lâm Bình Chi tàn sát người của phái Thanh Thành để trả thù cho gia đình mình, và nghe lỏm được cuộc trò chuyện giữa anh và vợ là Nhạc Linh San, trong đó Bình Chi tiết lộ rằng anh và Nhạc Bất Quần đã học được Tịch tà kiếm pháp. Thông qua điều này, Hồ Xung biết được người thầy có uy tín của anh thực ra là một kẻ đạo đức giả, người đã dựng lên một kế hoạch lợi dụng Lâm Bình Chi để chiếm lấy Tịch tà kiếm pháp, và cả Bình Chi lẫn Bất Quần đều tự thiến để học được nó. Cả vợ và con gái của Nhạc Bất Quần cuối cùng chết vì chồng của họ.
Nhạc Bất Quần cố gắng giết Lâm Bình Chi, người biết được bí mật của mình và đang lặng lẽ lên kế hoạch trả thù. Cao trào của tiểu thuyết bắt đầu với các thành viên của Ngũ Nhạc kiếm phái bị mắc kẹt trong hang động với các hình khắc do họ tự tàn sát lẫn nhau và bị nhóm Tả Lãnh Thiền và Lâm Bình Chi giết. Nhạc Bất Quần sau đó bị đâm chết bởi ni cô trẻ Nghi Lâm. Nhậm Ngã Hành, do say sưa với quyền lực, quyết định mở một cuộc tấn công để đánh bại các giáo phái chính thống kể cả Thiếu Lâm và Võ Đang, đồng thời cố gắng ép buộc Lệnh Hồ Xung tham gia giáo phái của mình, nhưng chết ngay vào thời điểm quan trọng trong một cơn đột quỵ do cuồng vọng của chính ông gây nên.
Nhậm Doanh Doanh được đề cử là lãnh đạo mới của Nhật Nguyệt thần giáo và cô tìm kiếm một thỏa thuận hòa bình giữa hai phía chính và tà của cộng đồng võ thuật. Ba năm sau đó, cô truyền lại quyền lãnh đạo cho Hướng Vấn Thiên và kết hôn với Lệnh Hồ Xung. Chán nản bởi tất cả các xung đột do tranh giành quyền lực, Lệnh Hồ Xung và Nhậm Doanh Doanh từ bỏ giang hồ, sống hạnh phúc sau đám cưới, khi mà hai phái chính và tà đạo được một thỏa thuận hòa bình tạm thời.

### Các mốc thời gian[7]
Các mốc thời gian được tính từ năm mà tiểu thuyết bắt đầu đề cập đến, đó là năm mà Phước Oai tiêu cục bị sát phạt bởi tay Dư Thương Hải. Các chi tiết có thể được đề cập đến ở nhiều phần khác của bộ truyện.
- Hơn 80 năm trước, phái Võ Đang bị các trưởng lão của Nhật Nguyệt thần giáo tập kích lấy mất Chân Võ kiếm và pho Thái cực quyền kinh (太極劍法). Khi đó đã diễn ra một trận ác đấu, phái Võ Đang mất 3 cao thủ hạng nhất nhưng đã giết chết 5 trưởng lão Ma giáo.
- Khoảng 75 năm trước, Mẫn Túc và Chu Tử Phong của phái Hoa Sơn xem lén pho Quỳ Hoa bảo điển tại chùa Thiếu Lâm ở Bồ Điền, sau đó Nhạc Túc sáng lập phe Khí tông còn Chu Tử Phong trở thành ông tổ phe Kiếm tông. Cùng khoảng thời gian này, Độ Nguyên thiền sư của chùa Thiếu Lâm cũng được nghe thuật lại bí kíp Quỳ Hoa bảo điển từ 2 người Mẫn, Chu. Sau hoàn tục lấy họ cũ là Lâm, tên do pháp danh đảo ngược thành Viễn Đồ, và sáng lập ra Phước Oai tiêu cục.
- 39 năm trước, Vương phu nhân, mẹ Lâm Bình Chi ra đời.[8]
- 25 năm trước, Lệnh Hồ Xung ra đời.[9]
- 24 năm trước, phe Khí tông và Kiếm tông phái Hoa Sơn xảy ra cuộc tàn sát lẫn nhau, kết quả phe Kiếm tông bị đánh bại.[10]
- 20 năm trước, Nhậm Doanh Doanh[11] ra đời.
- 19 năm trước, Lâm Bình Chi ra đời.[8]
- 18 năm trước, Nhạc Linh San[12] ra đời.
- 15 năm trước, Nhạc Bất Quần lên ngôi chưởng môn phái Hoa Sơn. Cũng vào năm đó, Lệnh Hồ Xung được vợ chồng họ Nhạc đem về nuôi nấng và trở thành đệ tử phái Hoa Sơn.
- 12 năm trước, Đông Phương Bất Bại thoán đoạt quyền lực, lên ngôi Giáo chủ Nhật Nguyệt thần giáo và giam cầm Nhậm Ngã Hành vào ngục tối dưới đáy Tây hồ ở Mai Trang.
- 10 năm trước, Xung Hư đạo nhân tiếp nhận chưởng môn phái Võ Đang.
- 3 năm trước, Lao Đức Nặc đầu nhập phái Hoa Sơn.[13]
- Mùa xuân 1 năm sau, Phong Thanh Dương truyền cho Lệnh Hồ Xung bộ kiếm pháp Độc cô cửu kiếm. Không lâu sau đó, Lệnh Hồ Xung gặp Nhậm Doanh Doanh ở ngõ Lục Trúc, thành Lạc Dương.[14]
- Mùa hè 1 năm sau, Lệnh Hồ Xung bị giam hơn 1 tháng trong ngục tối dưới đáy Tây hồ ở Mai Trang còn Nhậm Ngã Hành trốn thoát. Chính tại đây Lệnh Hồ Xung đã học được Hấp tinh đại pháp mà Nhậm Ngã Hành khắc trên thiết bản [15]
- Mùa đông 1 năm sau, vào ngày 14 tháng 12 âm lịch, Lệnh Hồ Xung làm "minh chủ" của một đám ô hợp lên chùa Thiếu Lâm giải cứu Nhậm Doanh Doanh.
- 2 năm sau, vào ngày 16 tháng 2 âm lịch, Lệnh Hồ Xung tuân theo di nguyện Định Nhàn sư thái lĩnh chức chưởng môn phái (Bắc Nhạc) Hằng Sơn.[16]
- 2 năm sau, vào ngày 15 tháng 3 âm lịch, trên núi Tung Sơn, năm môn phái Ngũ Nhạc sáp nhập thành Ngũ Nhạc phái. Cũng ngày hôm đó, sau sự kiện "tỉ kiếm đoạt soái", Nhạc Bất Quần trở thành chưởng môn phái này.
- Mùa hè 2 năm sau, Ngũ Nhạc kiếm phái, ngoại trừ Bắc Nhạc Hằng Sơn, gần như bị tan rã sau âm mưu trong sơn động của Tả Lãnh Thiền và Lâm Bình Chi. Cùng trong thời gian này sau đó, Nhậm Ngã Hành mất, Nhậm Doanh Doanh trở thành Giáo chủ Nhật Nguyệt thần giáo.
- Mùa đông 5 năm sau, Lệnh Hồ Xung và Nhậm Doanh Doanh thành thân tại Cô Sơn mai trang ở Hàng Châu, ngôi giáo chủ Nhật Nguyệt thần giáo được Doanh Doanh truyền lại cho Hướng Vấn Thiên, còn ngôi chưởng môn phái Hằng Sơn của Lệnh Hồ Xung cũng đã được truyền lại cho Nghi Thanh đảm nhiệm.[17]
- Mùa xuân 6 năm sau, tức 4 tháng sau khi kết hôn, Lệnh Hồ Xung cùng Nhậm Doanh Doanh đi du ngoạn trên núi Hoa Sơn, đây là thời điểm mà bộ tiểu thuyết kết thúc.

## Các nhân vật chính

### Ngũ nhạc kiếm phái
Ngũ nhạc kiếm phái (五嶽劍派) là một liên minh giữa 5 môn phái võ lớn nằm ở năm quả núi (mà người Trung Quốc gọi là Ngũ Nhạc gồm có Đông nhạc Thái Sơn, Tây Nhạc Hoa Sơn, Nam Nhạc Hành Sơn, Bắc Nhạc Hằng Sơn và Trung Nhạc Tung Sơn) mà tại thời điểm đó, chưởng môn phái Tung Sơn là Tả Lãnh Thiền (左冷禪 - Zuo Lengchan) được tôn là minh chủ của Ngũ Nhạc kiếm phái. Đặc điểm chung của Ngũ Nhạc kiếm phái là các môn phái đều lấy kiếm thuật làm môn võ học trung tâm. Ở gần cuối tiểu thuyết, Tả Lãnh Thiền thực hiện âm mưu thống nhất Ngũ Nhạc kiếm phái thành một phái duy nhất gọi là Ngũ Nhạc phái, nhưng lại bị Nhạc Bất Quần âm thầm đoạt chức vị chưởng môn.

#### Phái Hoa Sơn

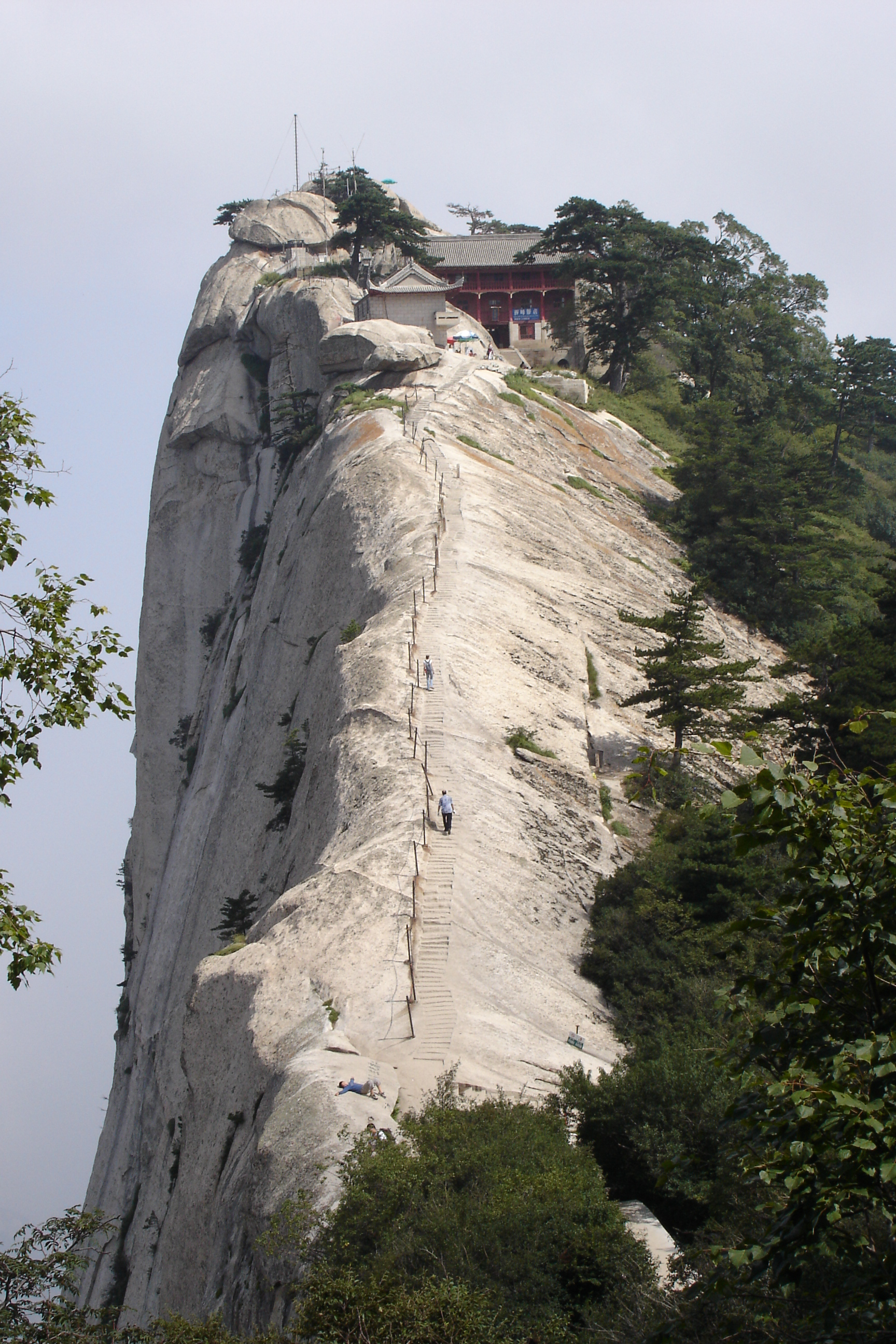
Tây Nhạc Hoa Sơn

Phái Hoa Sơn (華山派) có bản doanh nằm trên dãy Hoa Sơn của tỉnh Thiểm Tây nổi danh với Hoa Sơn kiếm pháp và Tử hà thần công. Phái Hoa Sơn có 2 trường phái tranh chấp nhau là phe kiếm tông lấy chiêu số kiếm thuật làm trung tâm (mà điển hình là Phong Bất Bình, Thành Bất Ưu, Bảo Bất Khí,...), phe khí tông lấy việc rèn luyện nội công làm điểm mạnh. Hai phe phái này từng gây mâu thuẫn cực điểm trong quá khứ và gây một cuộc chém giết đẫm máu khiến cho các nhân tài phái Hoa Sơn bị tiêu diệt. Nguồn gốc của môn phái này không được nói rõ. Nhiều khả năng xuất phát từ một trong bảy đệ tử của phái Toàn Chân là Quảng Ninh tử Hách Đại Thông (郝大通), học trò của Vương Trùng Dương nhà Tống.
Phái Hoa Sơn xuất hiện trong 3 tiểu thuyết của Kim Dung: Tiếu ngạo giang hồ, Bích huyết kiếm và Ỷ Thiên Đồ Long ký.
Tại thời điểm hiện tại của câu chuyện, Hoa Sơn còn những nhân vật chính:
- Lệnh Hồ Xung
- Phong Thanh Dương
- Nhạc Bất Quần
- Ninh Trung Tắc
- Nhạc Linh San
- Lâm Bình Chi
- Lao Đức Nặc
- Lục Hầu Nhi
- Phong Bất Bình

#### Phái Hành Sơn

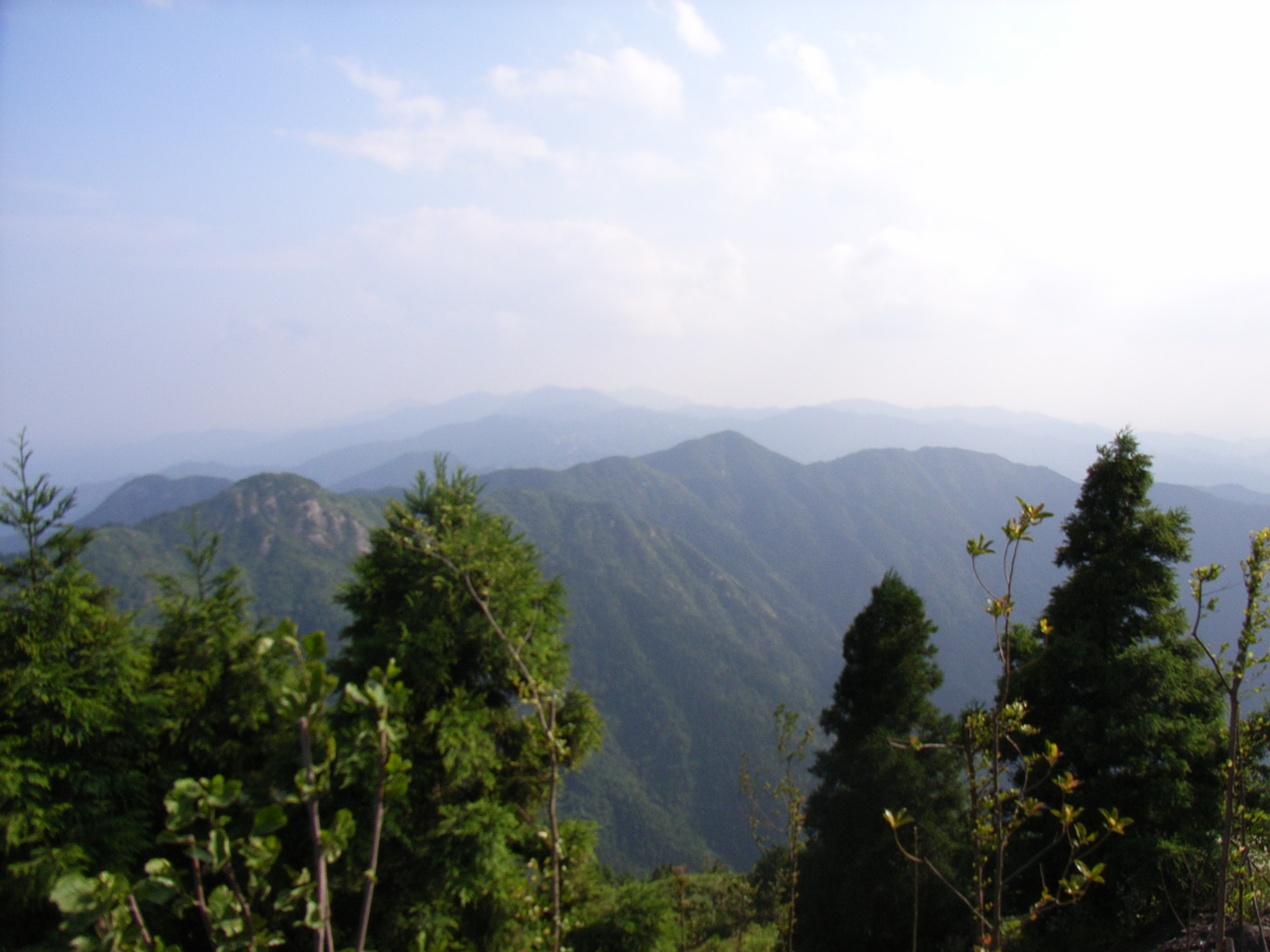
Núi Hành Sơn

Phái Hành Sơn (衡山派) kiếm phái có bản doanh ở thành Hành Dương dưới chân dãy núi Hành Sơn của tỉnh Hồ Nam. Phái Hành Sơn nổi tiếng với các cao thủ kiếm thuật đều mê âm nhạc, những chiêu thức đều gắn liền với âm nhạc. Có hai nhân vật của phái Hành Sơn góp phần tạo nên những sóng gió của Tiếu ngạo giang hồ:
- Mạc Đại tiên sinh
- Lưu Chính Phong

#### Phái Hằng Sơn

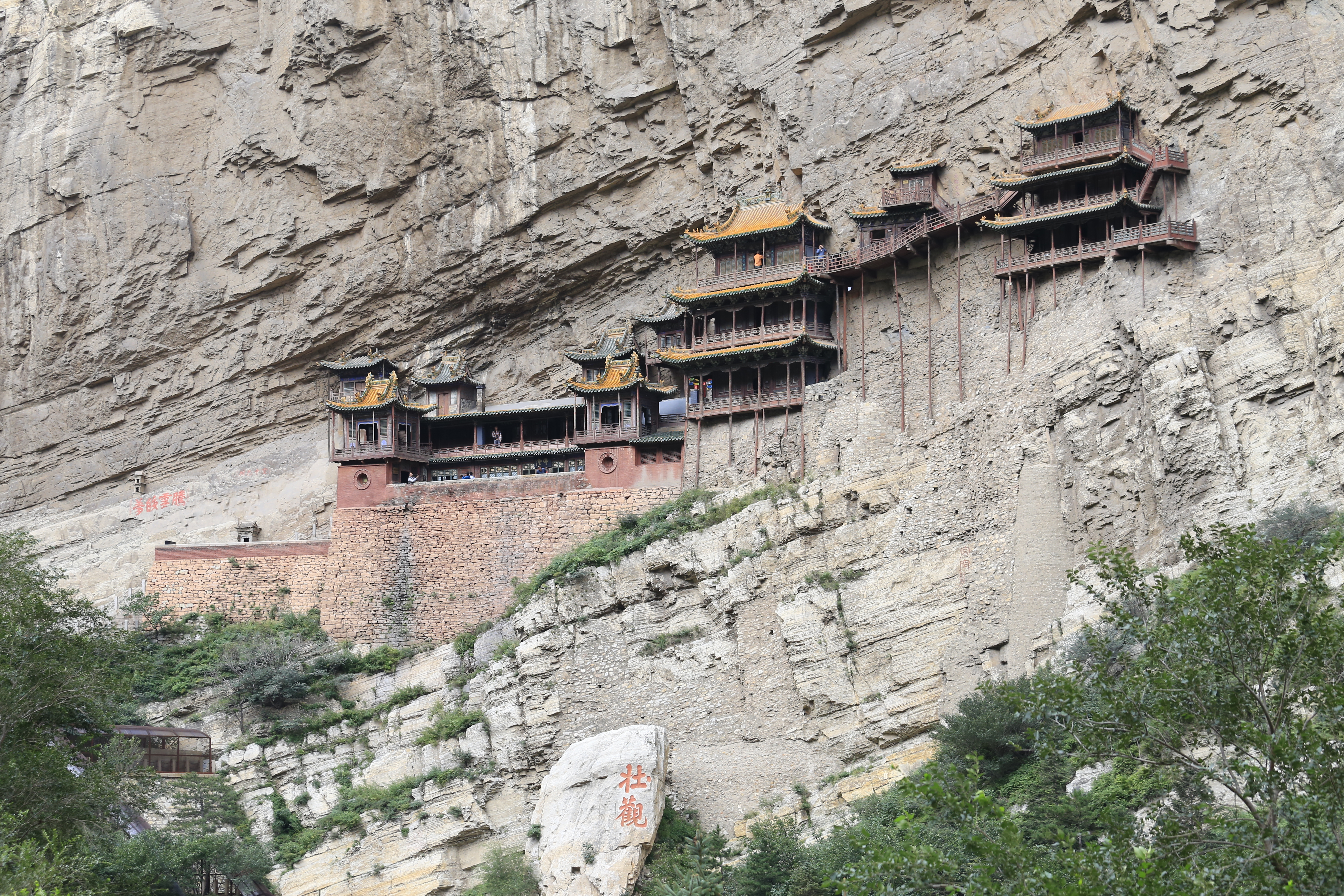
Chùa Huyền Không trên vách Hằng Sơn năm 2013

Phái Hằng Sơn nằm trên dãy núi cao Hằng Sơn ở Hà Bắc, là kiếm phái được sáng lập bởi những nhà nữ tu hành (hay các ni cô), khởi đầu bởi Hiểu Phong sư thái, đời đời đệ tử đều là nữ giới (bao gồm cả các nữ tu và đệ tử tục gia).
- Định Nhàn sư thái
- Định Dật sư thái
- Định Tĩnh sư thái
- Nghi Lâm
- Ngoài ra phái Hằng Sơn còn nhiều nhân vật nữ khác như Nghi Thanh, Nghi Hòa, Tần Quyên, Vu Tẩu..., đều là nữ giới, có người là tu hành, có người là đệ tử tục gia. Có một số đệ tử tạm thời, là những anh hùng hảo hán đã đi theo Lệnh Hồ Xung lên chùa Thiếu Lâm cứu Thánh Cô, trong đó có cả sáu anh em Đào Cốc lục tiên.

#### Phái Tung Sơn

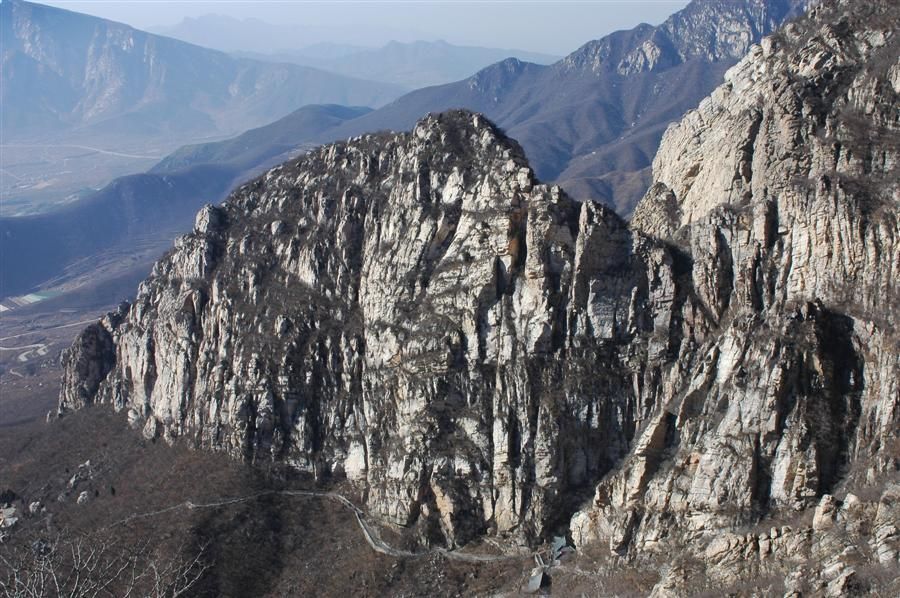
Núi Tung Sơn, Hà Nam

Phái Tung Sơn (嵩山派) nằm ở trên đỉnh Thái Thất thuộc dãy Tung Sơn ở tỉnh Hà Nam (cùng với phái Thiếu Lâm trên đỉnh Thiếu Thất), đứng đầu là chưởng môn Tả Lãnh Thiền. Tả Lãnh Thiền đã thu nhận nhiều nhân vật từ cả các giới hắc bạch nhằm xây dựng lực lượng hùng hậu nên lúc đó phái Tung Sơn có nhiều cao thủ nhất.
- Tả Lãnh Thiền
- Các nhân vật khác: Đại Tung Dương Thủ Phí Bân, Lục Bách,...

#### Phái Thái Sơn

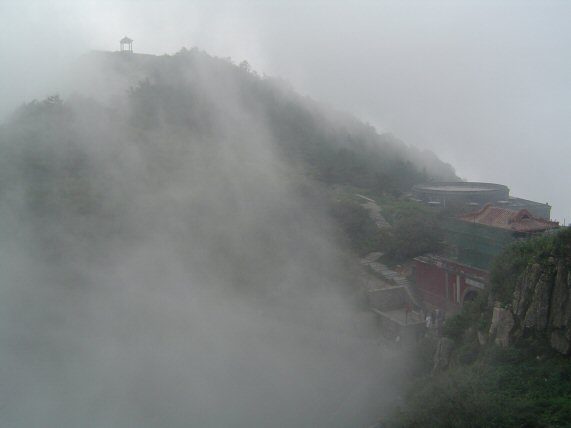
Thái Sơn

Phái Thái Sơn (泰山派) nằm ở núi Thái Sơn, trung tâm của Đạo giáo, cũng là kiếm phái của những người theo đạo Giáo, phái này tự hủy diệt do sự sắp xếp của Tả Lãnh Thiền gây nên nội bộ tự giết lẫn nhau ngay trong đại hội võ lâm ở Phong Thiền đài.
- Thiên Môn đạo nhân
- Các nhân vật khác: Ngọc Cơ Tử, Ngọc Khánh Tử...

### Nhật Nguyệt thần giáo
- Nhậm Ngã Hành
- Đông Phương Bất Bại
- Nhậm Doanh Doanh
- Khúc Dương
- Hướng Vấn Thiên
- Bình Nhất Chỉ
- Lam Phượng Hoàng
- Giang Nam tứ hữu
- Các nhân vật khác: Hoàng Hà Lão Tổ, Dạ miêu tử Kế Vô Thi, Bạch phát đồng từ Nhậm Vô Cương...

### Phái Thiếu Lâm
Phái Thiếu Lâm (少林派) cũng giống như nhiều tiểu thuyết khác của Kim Dung, phái Thiếu Lâm trong Tiếu ngạo giang hồ vẫn luôn là phái lớn nhất với nhiều cao thủ và luôn được coi là Thái Sơn Bắc Đẩu của võ lâm. Phái Thiếu Lâm ở giai đoạn này được lãnh đạo bởi các nhà sư với tên được gắn với chữ Phương, mà đứng đầu là hai cao thủ:
- Phương Chứng đại sư
- Phương Sinh đại sư

### Phái Võ Đang

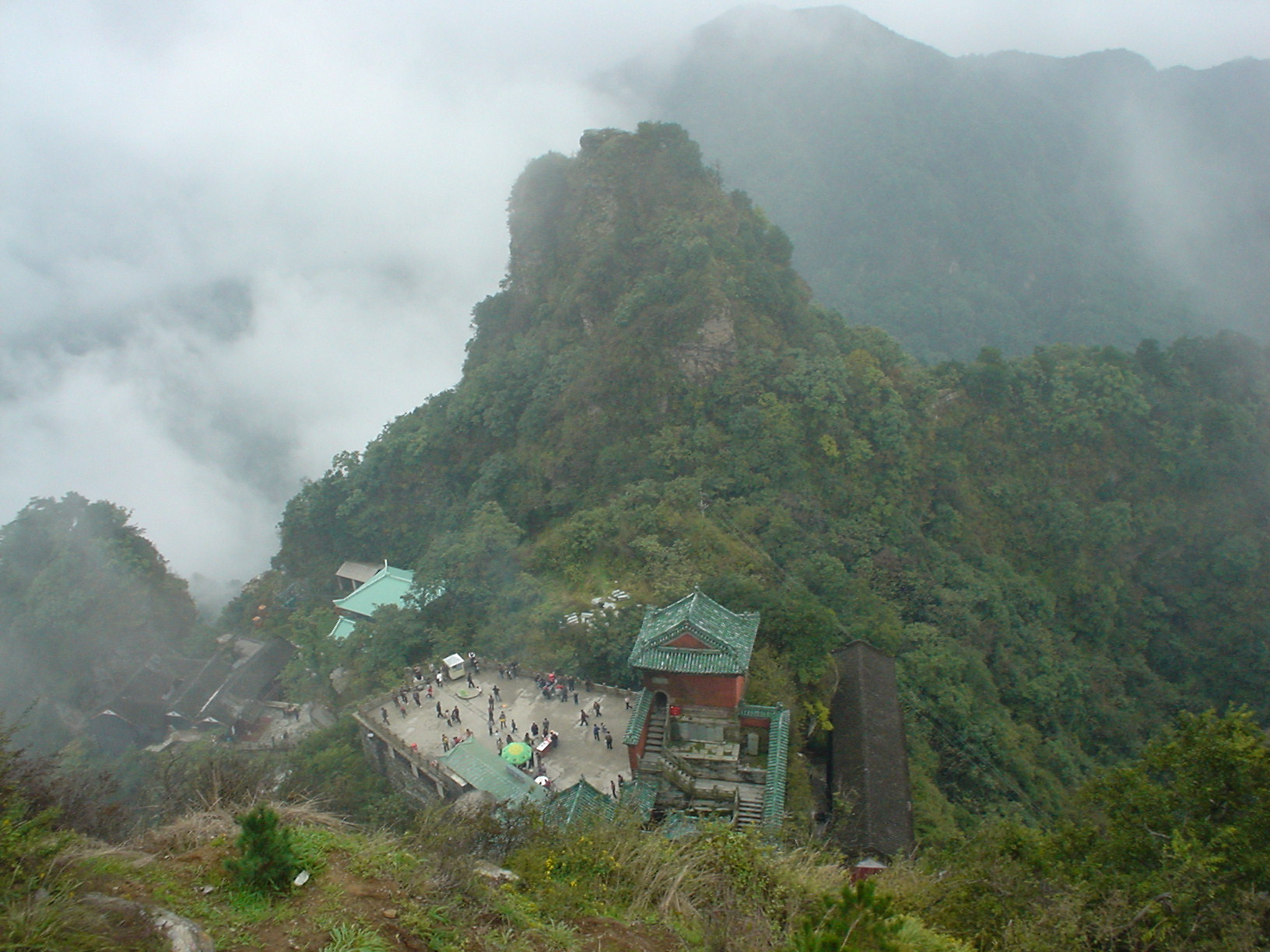
Núi Võ Đang

Phái Võ Đang (武當派) dù được ra đời sau phái Thiếu Lâm rất nhiều, nhưng phái Võ Đang sau khi Trương Tam Phong sư tổ sáng lập vẫn được sánh ngang với Thiếu Lâm. Tại thời điểm trong Tiếu ngạo giang hồ, Võ Đang từng xung đột với Nhật Nguyệt thần giáo, bị các trưởng lão của Nhật Nguyệt thần giáo cướp mất Chân võ kiếm và bộ sách Thái cực quyền truyền đời từ Trương Tam Phong.
- Xung Hư đạo trưởng
- Ngoài ra còn 2 vị sư đệ của Xung Hư: Thanh Hư, Thành Cao.

### Phái Thanh Thành

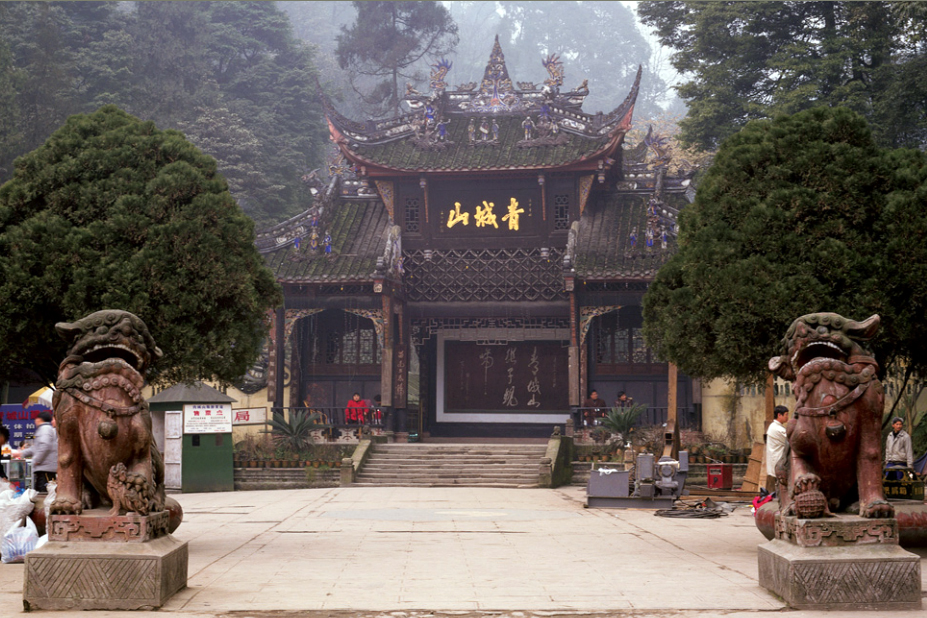
Núi Thanh Thành

Phái Thanh Thành (青城派) là một môn phái trên núi Thanh Thành ở Tứ Xuyên, theo giáo lý đạo Giáo, đứng đầu lúc đó là Dư Thương Hải. Phái Thanh Thành nổi danh với môn Thôi Tâm chưởng. Ngoài ra còn có tuyệt kĩ "Vô ảnh ảo cước" và "Tùng Phong Kiếm pháp".
- Dư Thượng Hải
- Thanh Thành tứ tú
- Trường Thanh Tử

### Các nhân vật khác
- Đào Cốc Lục Tiên
- Điền Bá Quang
- Bất Giới hòa thượng
- Lâm Chấn Nam
- Mộc Cao Phong
- Khúc Phi Yên
- Ngoài ra, tại núi Hành Sơn, Khúc Phi Yên có nhắc tới một nhân vật truyền thuyết nữa là Kính Nguyệt thần ni ở đảo Tử Trúc ngoài Đông Hải, với công phu Nhất Chỉ Thiền được coi cao nhân võ công cao cường đã ẩn cư.

## Độc cô cầu bại và triết lý Độc cô cửu kiếm
Độc Cô Cầu Bại là một trong những nhân vật đặc biệt của Kim Dung: những nhân vật chỉ xuất hiện thông qua lời kể của các nhân vật khác mà không được mô tả trực tiếp. Nếu như Vương Trùng Dương được kể qua lời của sư đệ Chu Bá Thông, Tiêu Dao Tử qua lời kể của các học trò như Thiên Sơn Đồng Lão và Lý Thu Thủy thì Độc Cô Cầu Bại được biết đến qua những dòng chữ ghi trên kiếm mộ và qua lời kể của Phong Thanh Dương. Kiếm pháp Độc Cô Cửu Kiếm của ông thấm nhuần tư tưởng đạo giáo theo tiêu chí nước chảy mây trôi, dĩ vô chiêu thắng hữu chiêu.

## Chuyển thể

### Phim truyền hình
| Năm             | 1984               | 1985        | 1996     | 2000          | 2000                   | 2001               | 2013                       | 2018               |
| Tên phim        | Tiếu ngạo giang hồ | 笑傲江湖    | 笑傲江湖 | 笑傲江湖      | Tiếu ngạo giang hồ     | Tiếu ngạo giang hồ | Tiếu ngạo giang hồ         | Tiếu ngạo giang hồ |
| Đài truyền hình | TVB                | TV Đài Loan | 香港     | TV Trung Quốc | Truyền thông Singapore | CCTV               | truyền hình vệ tinh Hồ Nam | Youku/Tencent      |

| Năm  | Hãng sản xuất            | Lệnh Hồ Xung    | Nhậm Doanh Doanh | Tên phim tiếng Anh                            | Tên phim tiếng Trung | Tên phim tiếng Việt    |
| ---- | ------------------------ | --------------- | ---------------- | --------------------------------------------- | -------------------- | ---------------------- |
| 1984 | TVB (Hồng Kông)          | Châu Nhuận Phát | Trần Tú Châu     | The Smiling, Proud Wanderer                   | 笑傲江湖             | Tiếu ngạo giang hồ     |
| 1996 | TVB (Hồng Kông)          | Lữ Tụng Hiền    | Lương Bội Linh   | State of Divinity                             | 笑傲江湖             | Tiếu ngạo giang hồ     |
| 2000 | CTV (Đài Loan)           | Nhậm Hiền Tề    | Viên Vịnh Nghi   | State of Divinity                             | 笑傲江湖             | Tiếu ngạo giang hồ     |
| 2000 | MediaCorp (Singapore)    | Mã Cảnh Đào     | Phạm Văn Phương  | The Legendary Swordsman                       | 笑傲江湖             | Tiếu ngạo giang hồ     |
| 2001 | CCTV (Trung Quốc)        | Lý Á Bằng       | Hứa Tịnh         | Laughing in the Wind Blood Cold and Proud Hot | 笑傲江湖             | Tiếu ngạo giang hồ     |
| 2013 | Hồ Nam TV (Trung Quốc)   | Hoắc Kiến Hoa   | Viên San San     | Swordsman                                     | 笑傲江湖             | Tiếu ngạo giang hồ     |
| 2018 | Quang Tuyến (Trung Quốc) | Đinh Quán Sâm   | Tiết Hạo Tinh    | New Smiling, Proud Wanderer                   | 笑傲江湖             | Tân tiếu ngạo giang hồ |

### Điện ảnh
| Năm  | Hãng sản xuất             | Lệnh Hồ Xung  | Nhậm Doanh Doanh | Tên phim tiếng Anh | Tên phim tiếng Việt                      |
| ---- | ------------------------- | ------------- | ---------------- | ------------------ | ---------------------------------------- |
| 1978 | Shaw Brothers (Hong Kong) | Wong Yu       | Shi Si           | The Proud Youth    |                                          |
| 1990 |                           | Hứa Quán Kiệt | Trương Mẫn       | The Swordsman      | Tiếu ngạo giang hồ                       |
| 1992 |                           | Lý Liên Kiệt  | Quan Chi Lâm     | The Swordsman II   | Tiếu ngạo giang hồ: Đông Phương Bất Bại  |
| 1993 | Từ Khắc                   |               | Vương Tổ Hiền    | The East Is Red    | Đông Phương Bất Bại - Phong vân tái khởi |

### Truyện tranh
State of Divinity là một manhua của tác giả Lý Chí Thanh. Tổng cộng 26 tập đã được xuất bản bởi Ming Ho ở Hồng Kông và M&C (Gramedia Group) ở Indonesia.

### Kịch
Trong năm 2006, Hồng Kông Dance Company đã chuyển thể cuốn tiểu thuyết thành một vở kịch sân khấu, với sự tham gia của Rosanne Wong, Race Wong, Liu YingHong, Su Shu, Chen Lei và Mi Tao, để kỷ niệm 25 năm thành lập của công ty.
Trong năm 2010, Nhà hát kịch Dương Tử của Mỹ đã trình bày buổi ra mắt của Laughing in the Wind: A Cautionary Tale in Martial Arts ở thành phố New York. Vở kịch được chuyển thể và đạo diễn bởi Joanna Chan và có 18 diễn viên đóng 26 vai diễn khác nhau.

### Video game
Swordman Online là một trò chơi nhập vai trực tuyến nhiều người chơi phát triển bởi Perfect World. Trò chơi cũng thêm các môn phái không xuất hiện trong tiểu thuyết.